# San José de Mayo
San José de Mayo je město v Uruguayi. Leží na jihu země a je sídlem departementu San José. Při sčítání lidu v roce 2011 mělo město 36 743 obyvatel. Je tak třináctým největším městem Uruguaye z hlediska počtu obyvatel. Město je vzdáleno přibližně 90 kilometrů severozápadně od hlavního města Montevideo. Na východní straně je město ohraničené řekou San José.
Město San José de Mayo bylo založeno v roce 1783. V roce 1825 se krátce stalo dokonce hlavním městem Uruguaye. Městem se formálně stalo v roce 1856. Postupně se stalo správním, hospodářským a kulturním centrem regionu.